# 芬兰总统府
芬兰总统府（芬蘭語：Presidentinlinna）是芬兰总统官邸之一，位于赫尔辛基市中心集市广场的北边。建筑风格是偏向圣彼得堡色调的新古典主义帝政风格。总统府内每年12月6日芬兰独立日时举办总统独立日招待宴会，这是总统府内每年参加人数最多的一次活动。

## 历史
总统府建筑最初是建筑师佩尔·格兰斯泰特在1814年为富裕的黑登斯特劳克（Heidenstrauch）家族设计的商住合用的府邸。三层楼房里第一层是为商用而准备的，第二层为黑登斯特劳克家族自住，第三层分割为几套出租住房。商务顾问（芬兰的一种荣誉头衔）约翰·亨里克·黑登斯特劳克是19世纪初期赫尔辛基最富裕的市民。
黑登斯特劳克家族只在他们的府邸里只住了17年，之后芬兰元老院在1837年买下该楼作为俄国沙皇在芬兰的皇宫。在大楼易手之前一直在为宫殿选址而计划了好几年。赫尔辛基重建委员会从德国柏林请来了建筑师卡尔·卢德维格·恩格尔，他原意想把沙皇的新皇宫建在赫尔辛基市中心其它地方。但沙皇对这些计划不太满意，而是命令政府买下黑登斯特劳克家族的府邸。
建筑在1843年据恩格尔的设计改建和扩建了不少。建筑从此被正式命名为“赫尔辛基皇宫”。皇宫的第一层是厨房和侍从的房间。第二层即主层有皇后的接待厅和部分御用卧室，以及通向三层楼顶的大、小餐厅和舞会厅。宫殿的第三层是沙皇和内侍的工作室和卧室，从那也可直达一个小的瞭望台和通过暗藏的旋转楼梯直达皇后的卧室。
在19世纪后期曾计划好几次拓展皇宫，但直至1907年才根据建筑师约翰·雅各布·阿伦贝里的设计新建造了政务厅和接待厅。
第一次世界大战期间皇宫成为战地医院，内部可容纳200为在前线受伤的战士。1917年俄国革命时为俄国战士和工人苏维埃的总部。在1918年芬兰内战时，该建筑先由德国后由芬兰的军事部门使用。内战结束之后该建筑计划改建为芬兰王国的皇宫，部分房间甚至已经装修并摆设了家具。但当芬兰政权模式最后定为共和国时，已经订购和摆设的家具被迫卖掉。1919至1921年间芬兰外交部在建筑的第三层办公。1921年该建筑重修为芬兰总统府。例如当时在二楼的东正教礼拜堂拆除并改建为图书室，礼拜堂的物品转移至国家博物馆。
总统的正式官邸最初设在总统府。1940年坦米涅米被捐献给国家成为总统的正式官邸。总统吕蒂和曼纳海姆居住在坦米涅米，而之后巴锡基维则在整个总统任期内住在总统府。吉科宁在其总统任期初期搬进坦米涅米，直至1986年他在那里逝世。后来坦米涅米成为吉科宁总统博物馆。科伊维斯托一开始住在总统府，直至1993年新的总统官邸曼蒂涅米建成。科伊维斯托之后的总统马尔蒂·阿赫蒂萨里、塔里娅·哈洛宁和绍利·尼尼斯托都住在总统官邸曼蒂涅米。但总统可以自己决定是住在总统府还是曼蒂涅米。
总统府最近的一次大修是在2012-2014年间进行的，建筑里的各种服务工程按最新技术进行了装修，总代价为四千五百万欧元。

## 总统府内的房间和装饰

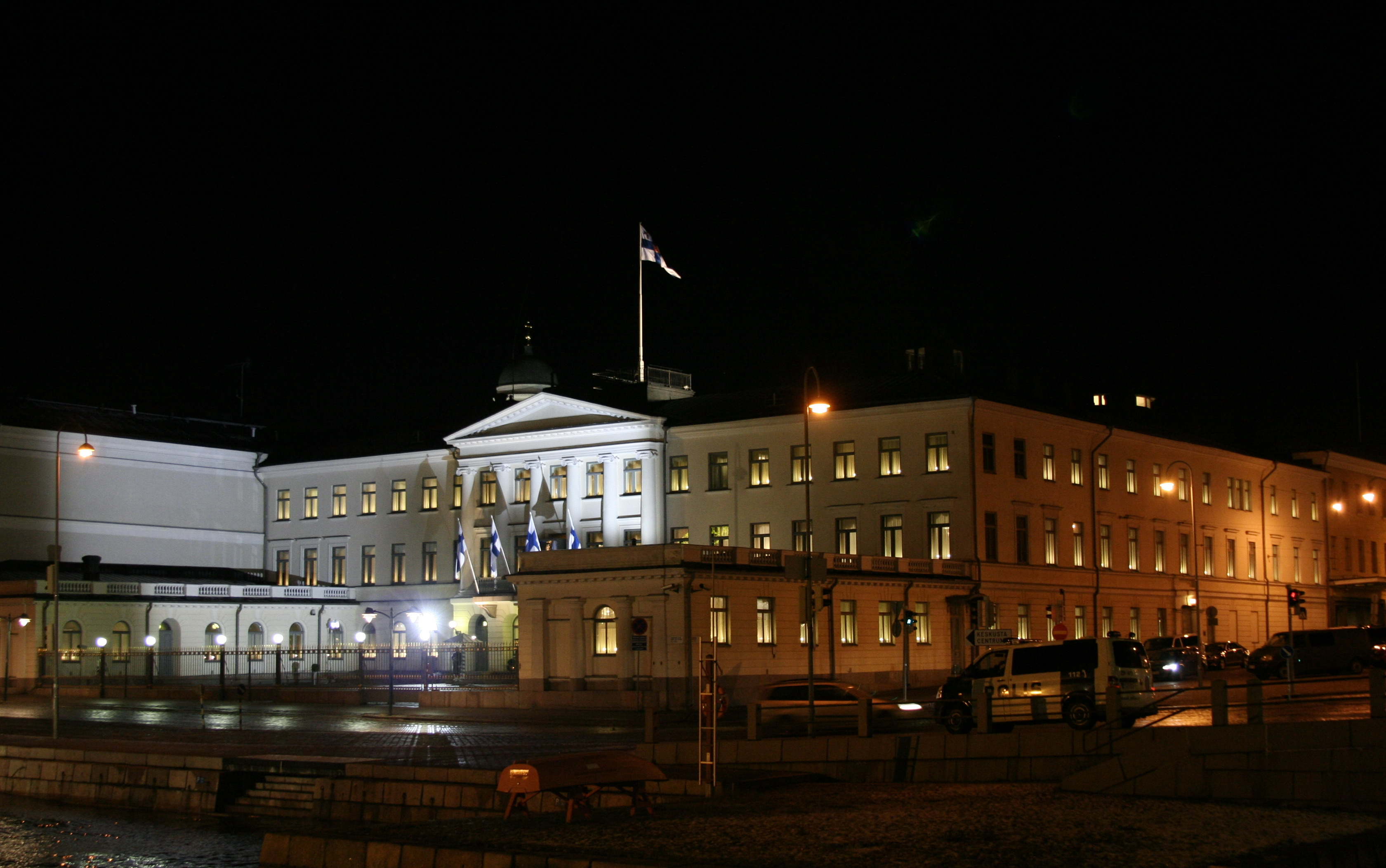
2011年芬兰独立日夜晚的总统府

总统府有三个楼层和总共上百个大小不同的房间。在一楼是总统府工作人员和总统办公室的工作室、总统府的厨房和桑拿。二楼是总统用于接见贵宾的地方。三楼是总统的私人住宅。在总统府内作为国家首长的私人住宅的空间非常不显眼：只有三个房间加厨房。现今这些空间可能另有它用，因为总统不再住在总统府内。
在二楼用于招待的地方有：
- 政务厅：总统府内最大的房间。政务厅是芬兰独立日总统招待会上总统及其伴侣接见并和宾客握手的地方，也是举行外交宴会和为到访外国元首举办国宴的地方。1918年之前这个房间是沙皇御座大厅。大厅是在1907年修建的，当时议会改革后需要一个更大的地方来举办国家级的庆祝活动。大厅时根据圣彼得堡冬宫里的圣乔治大厅为原型修建的。
- 宴会厅：二楼中较大的一个房间。独立日招待会上在这里提供晚宴和饮品。
- 镜厅：这里是前一届政府提交辞呈和任命新一届政府的地方。镜厅在二楼，最初是用作舞厅。在政务厅还没有修建之前这里也是举办议会开幕式的政务厅。
- 黄厅：这里是接见外交使节和正式到访宾客的地方。黄厅也是大使递交国书的地方。在沙皇时期这个房间成为皇后大御室。房间内帝政风格家具最初是从圣彼得堡订购的。房间内的地板使用了八种不同品种的木头。家具最初是放在三楼沙皇的御室里的。房间内最初的家具被移至它处。

- 总统工作室：总统首选的办公地点。通常总统每年在此致新年祝词。

此外总统府内还有其它房间，如红色的等候厅、哥特式的大厅、总统伴侣厅、黄色的沙龙和书室。
总统府内放置了很多芬兰国有的艺术作品。绝大部分作品是来自1850至1890年间俄国沙皇时期，总统府藏品中的这一部分称为皇家艺术藏品。总统府内的家具大部分是帝政风格或掺和其内的一些复兴风格，如新洛可可风格。总统府内也还有不少源自沙皇在拉彭兰塔府邸的新文艺复兴风格的家具和装饰品。总统府内原有的物件并没有全部保留，而是部分被安置在芬兰国有的其它建筑物内。

## 在总统府内住过的总统
- 卡洛·尤霍·斯托尔贝里
- 劳里·克里斯蒂安·雷兰德
- 佩尔·埃温德·斯温胡武德
- 屈厄斯蒂·卡利奥
- 里斯托·吕蒂
- 尤霍·库斯蒂·巴锡基维
- 毛诺·科伊维斯托